# Санта Бриђида (Фиренца)
Санта Бриђида је насеље у Италији у округу Фиренца, региону Тоскана.
Према процени из 2011. у насељу је живело 958 становника. Насеље се налази на надморској висини од 390 м.